# Jeff Stevens
Jeffrey Allen Stevens, né le 5 septembre 1983 à Berkeley (Californie) aux États-Unis, est un ancien lanceur de relève droitier de la Ligue majeure de baseball.

## Biographie
Après des études secondaires à la Campolindo High School de Moraga (Californie), Jeff Stevens suit des études supérieures à l'Université Loyola Marymount où il porte les couleurs des Loyola Marymount Lions de 2003 à 2005.
Il est drafté le 7 juin 2005 par les Reds de Cincinnati au sixième tour de sélection. Il perçoit un bonus de 145 000 dollars à la signature de son premier contrat professionnel le 9 juin 2005.
Encore joueur de Ligues mineures, il est transféré chez les Indians de Cleveland le 13 juin 2006 à l'occasion d'un échange en retour de Brandon Phillips.
Stevens est sélectionné en équipe des États-Unis avec laquelle il remporte la médaille de bronze lors du tournoi olympique à Pékin en 2008.
Au retour des Jeux, Stevens est échangé le 31 décembre 2008 aux Cubs de Chicago avec deux autres joueurs de ligues mineures en retour de Mark DeRosa.
Stevens fait ses débuts en Ligue majeure le 10 juillet 2009. Il signe son premier succès au plus haut niveau le 11 septembre 2009 face aux Reds de Cincinnati. Il joue 33 parties pour Chicago de 2009 à 2011 avant de devenir agent libre. Il signe un contrat avec les Mets de New York en janvier 2012.

## Statistiques
| Saison | Équipe       | G  | GS | CG | SHO | V | D | SV | IP   | SO | ERA  |
| ------ | ------------ | -- | -- | -- | --- | - | - | -- | ---- | -- | ---- |
| 2009   | Chicago Cubs | 11 | 0  | 0  | 0   | 1 | 0 | 0  | 12.2 | 9  | 7,11 |
| 2010   | Chicago Cubs | 18 | 0  | 0  | 0   | 0 | 0 | 0  | 17.2 | 15 | 6,11 |
| Totaux | Totaux       | 29 | 0  | 0  | 0   | 1 | 0 | 0  | 30.1 | 24 | 6,53 |

Note : G = Matches joués ; GS = Matches comme lanceur partant ; CG = Matches complets ; SHO = Blanchissages ; 
V = Victoires ; D = Défaites ; SV = Sauvetages ; IP = Manches lancées ; SO = Retraits sur des prises ; ERA = Moyenne de points mérités.